# Gorenja Gomila
Gorenja Gomila je naselje v Občini Šentjernej. 

## Zgodovina
Naselje nosi ime po velikem številu izkopanih gomil iz Halštatske dobe. V pradavnini naj bi se območje imenovalo Kozarje, kjer so živeli prebivalci na kolih ali mostovih in so se imenovali mostiščarji. Od Bele Cerkve preko rimskega mostu je tekla rimska cesta, katera je nadaljevala pot od Breške vasi mimo Gorenje Gomile, Golega in naprej proti Razdrtem. Čadraški potok se je nekoč imenoval Kranjski potok (Krainpach) zaradi neposredne bližine nekdanje Hrovaške - Ogrske meje ob Krki do koder so po 300 letih bojev uspešno prodrli Hrvati na Kranjsko ozemlje. Še danes se zasledijo priimki kot Hrovat in v bližini je naselje Hrvaški Brod. Leta 895 se je prodiranje na Kranjsko zaustavilo s pomočjo bavarske vojske in se je meja dokončno ustalila na gorjancih leta 1131. V naselju je nekoč stal dvor Golo (Gallhof), prvič omenjenem leta 1406. Dvor je zgrajen iz ruševin predhodnega stolpastega gradu Golo, ki je bil postavljen v 14.stoletju in je bil razdejan v boju z Obri in Hrovati leta 1305. Dvor je bil porušen v 19.stoletju in o njem danes ni vidnih sledi.